# Carlo Francesco Durini
Carlo Francesco Durini (Milão, 20 de janeiro de 1693 - Milão, 25 de junho de 1769) foi um cardeal do século XVIII

## Biografia
Nasceu em Milão em 20 de janeiro de 1693. De uma família nobre originária de Como. O mais novo dos nove filhos de Giovanni Giacomo Durini, conde de Monza, e Margherita Visconti. Ele também está listado apenas como Carlo. As outras crianças foram Giovanni Battista, Giuseppe, Angelo Maria e cinco meninos e meninas que morreram muito jovens. Tio do cardeal Angelo Maria Durini (1776).
Ele foi destinado ao estado eclesiástico desde muito jovem. Enviado a Roma, recebeu sua educação inicial no Somaschan Collegio Clementino ; mais tarde, estudou na Universidade de Pavia, onde obteve o doutorado in utroque iure , direito canônico e civil, em 24 de abril de 1714..
Retornou a Roma e foi nomeado camareiro particular do Papa Clemente XI. Ingressou na prelatura romana como referendário dos Tribunais da Assinatura Apostólica de Justiça e da Graça e prelado doméstico de Sua Santidade, em 20 de agosto de 1723..
Foi ordenado em 3 de fevereiro de 1725. Governador da cidade de Benevento em 28 de fevereiro de 1725. Governador da cidade de Spoleto em fevereiro de 1727. Vice-governador da cidade de Fermo em 9 de novembro de 1730. Abade in commendam da abadia de S. Spirito, Comignago, 1731. Governador da província de Campagna e Marittima, 1º de julho de 1732. Em dezembro de 1734, foi nomeado comissário apostólico para auxiliar as tropas espanholas que iam de Nápoles para a Toscana. Inquisidor geral na ilha de Malta, 4 de abril de 1735 até 1739..
Eleito arcebispo titular de Rodi, em 22 de junho de 1739. Consagrada, em 5 de julho de 1739, igreja de S. Carlo al Corso, Roma, pelo cardeal Antonio Saverio Gentili, auxiliado por Antonio Pallavicini, arcebispo titular de Lepanto, e por Carlo Alberto Guidobono Cavalchini , arcebispo titular de Filippi. Assistente do Trono Pontifício, 5 de julho de 1739. Núncio na Suíça, 12 de agosto de 1739. Núncio na França, 10 de janeiro de 1744. Abade commendatario do mosteiro beneditino S. Vincenzo, Milão, 28 de março de 1746. Transferido para a Sé de Pavia em 23 de julho de 1753, com título pessoal de arcebispo; nesse mesmo dia foi-lhe concedido o pálio; a sé de Pavia foi unida à sé metropolitana titular de Amasea por breve apostólico de 15 de fevereiro de 1743..
Criado cardeal sacerdote no consistório de 26 de novembro de 1753; o papa enviou-lhe o barrete vermelho com uma bula apostólica de 1º de dezembro de 1753; recebeu o chapéu vermelho em 5 de dezembro de 1753; e o título de Ss. Quattro Coronati, 16 de dezembro de 1754. Atribuído à SS. CC. do Concílio Tridentino, Bispos e Religiosos, Propaganda Fide e Imunidade Eclesiástica. Em Pavia, dedicou-se à reforma do clero e do povo; ele restaurou numerosas igrejas; e principalmente a catedral, que havia sido desmantelada por seu antecessor por estar em ruínas devido à sua antiguidade; pelo espaço de seis milhas ele ordenou obras para manter o rio Pò em seu leito. Participou do conclave de 1758, que elegeu o Papa Clemente XIII. Não participou do conclave de 1769, que elegeu o Papa Clemente XIV, embora tenha obtido alguns votos para o papado..
Morreu em Milão em 25 de junho de 1769, durante a noite, de vômito improvisado convulsivo. Seu corpo foi embalsamado e transferido para Pavia; e no dia 4 de julho, exposto na catedral de Pavia, onde ocorreu o funeral; e enterrado naquela catedral; um monumento à sua memória, com uma inscrição elegante e prolixo, sobre um dos pilares do lado norte da nave, foi construído por seu sobrinho, Angelo Maria Durini, arcebispo titular de Ancira, núncio na Polônia. Em seu testamento, deixou metade de seus bens para a catedral e a outra metade para o seminário..